# Malcolm Atterbury
Malcolm Atterbury (Filadelfia, 20 febbraio 1907 – Beverly Hills, 16 agosto 1992) è stato un attore statunitense.
Ha recitato in 47 film dal 1954 al 1973 ed è apparso in oltre cento produzioni televisive dal 1954 al 1979.

## Biografia
Dopo aver iniziato la sua carriera alla radio e poi in teatro, debuttò sul grande schermo nel 1954 con il film Mandato di cattura, nel ruolo di Lee Reinhard, e in televisione nell'episodio After Darkness della serie televisiva Medic, andato in onda l'8 novembre 1954. In seguito continuò a lavorare sia per la televisione che per il cinema interpretando per il piccolo schermo una lunga serie di personaggi minori per episodi di serie televisive. Interpretò, tra gli altri, il ruolo di John Bixby in 6 episodi della serie televisiva Carovane verso il West (1957-1958), e del nonno Aldon in 27 episodi della serie Apple's Way (1974-1975). Per il cinema, fu accreditato anche in due film di Alfred Hitchcock, Intrigo internazionale (1959) e Gli uccelli (1963).
La sua ultima apparizione sul piccolo schermo avvenne nell'episodio The Angry Heart della serie televisiva La casa nella prateria, andato in onda il 17 dicembre 1979, che lo vide nel ruolo di Brewster Davenport, mentre per il grande schermo l'ultima interpretazione risale al film L'imperatore del Nord (1973), in cui interpretò Hogger. Sposò Ellen Atterbury ed ebbe tre figli. Morì a Beverly Hills, in California, il 16 agosto 1992 e fu cremato.

## Filmografia

### Cinema
- Mandato di cattura (Dragnet), regia di Jack Webb (1954)
- L'uomo senza paura (Man Without a Star), regia di King Vidor (1955)
- I corsari del grande fiume (The Rawhide Years), regia di Rudolph Maté (1955)
- Silent Fear, regia di Edward L. Cahn (1956)
- Il cavaliere senza volto (The Lone Ranger), regia di Stuart Heisler (1956)
- Giungla d'acciaio (The Steel Jungle), regia di Walter Doniger (1956)
- Incontro sotto la pioggia (Miracle in the Rain), regia di Rudolph Maté (1956)
- Uno sconosciuto alla mia porta (Stranger at My Door), regia di William Witney (1956)
- L'ovest selvaggio (A Day of Fury), regia di Harmon Jones (1956)
- Delitto nella strada (Crime in the Streets), regia di Don Siegel (1956)
- L'agguato delle cento frecce (Dakota Incident), regia di Lewis R. Foster (1956)
- Johnny Concho, regia di Don McGuire (1956)
- Al centro dell'uragano (Storm Center), regia di Daniel Taradash (1956)
- Soli nell'infinito (Toward the Unknown), regia di Mervyn LeRoy (1956)
- Rappresaglia (Reprisal!), regia di George Sherman (1956)
- Delitto senza scampo (Crime of Passion), regia di Gerd Oswald (1957)
- I diffamatori (Slander), regia di Roy Rowland (1957)
- Una calda notte d'estate (Hot Summer Night), regia di David Friedkin (1957)
- La belva del Colorado (Fury at Showdown), regia di Gerd Oswald (1957)
- I Was a Teenage Werewolf, regia di Gene Fowler Jr. (1957)
- La donna del ranchero (Valerie), regia di Gerd Oswald (1957)
- Blood of Dracula, regia di Herbert L. Strock (1957)
- I fuorilegge del Colorado (The Dalton Girls), regia di Reginald Le Borg (1957)
- Furia d'amare (Too Much, Too Soon), regia di Art Napoleon (1958)
- L'alto prezzo dell'amore (The High Cost of Loving), regia di José Ferrer (1958)
- L'uomo che non voleva uccidere (From Hell to Texas), regia di Henry Hathaway (1958)
- Tempi brutti per i sergenti (No Time for Sergeants), regia di Henry Hathaway (1958)
- How to Make a Monster, regia di Herbert L. Strock (1958)
- I tre sceriffi (Badman's Country), regia di Fred F. Sears (1958)
- Un dollaro d'onore (Rio Bravo), regia di Howard Hawks (1959)
- High School Big Shot, regia di Joel Rapp (1959)
- Intrigo internazionale (North by Northwest), regia di Alfred Hitchcock (1959)
- Innamorati in blue jeans (Blue Denim), regia di Philip Dunne (1959)
- Duello tra le rocce (Hell Bent for Leather), regia di George Sherman (1960)
- Fango sulle stelle (Wild River), regia di Elia Kazan (1960)
- Dalla terrazza (From the Terrace), regia di Mark Robson (1960)
- Estate e fumo (Summer and Smoke), regia di Peter Glenville (1961)
- Tempesta su Washington (Advise & Consent), regia di Otto Preminger (1962)
- Gli uccelli (The Birds), regia di Alfred Hitchcock (1963)
- Il vendicatore del Texas (Cattle King), regia di Tay Garnett (1963)
- Sette giorni a maggio (Seven Days in May), regia di John Frankenheimer (1964)
- Joy in the Morning, regia di Alex Nicol (1965)
- La caccia (The Chase), regia di Arthur Penn (1966)
- Hawaii, regia di George Roy Hill (1966)
- The Hardy Boys: The Mystery of the Chinese Junk, regia di Larry Peerce (1967)
- Ragazzo la tua pelle scotta (The Learning Tree), regia di Gordon Parks (1969)
- L'imperatore del Nord (Emperor of the North Pole), regia di Robert Aldrich (1973)

### Televisione
- Medic – serie TV, un episodio (1954)
- I segreti della metropoli (Big Town) – serie TV, un episodio (1955)
- Letter to Loretta – serie TV, 2 episodi (1954-1955)
- The Man Behind the Badge – serie TV, un episodio (1955)
- Stage 7 – serie TV, episodio 1x08 (1955)
- The Green Mountain Boys – film TV (1955)
- Four Star Playhouse – serie TV, un episodio (1955)
- Cavalier Theatre – serie TV, un episodio (1955)
- Cavalcade of America – serie TV, 2 episodi (1955)
- The Ford Television Theatre – serie TV, un episodio (1955)
- Mike Hammer – serie TV, un episodio (1956)
- Frontier – serie TV, un episodio (1956)
- Front Row Center – serie TV, un episodio (1956)
- Alfred Hitchcock presenta (Alfred Hitchcock Presents) – serie TV, un episodio (1956)
- Cheyenne – serie TV, un episodio (1956)
- Broken Arrow – serie TV, un episodio (1957)
- Sheriff of Cochise – serie TV, un episodio (1957)
- Corky, il ragazzo del circo (Circus Boy) – serie TV, episodio 1x21 (1957)
- Wire Service – serie TV, episodi 1x05-1x27 (1956)
- You Are There – serie TV, un episodio (1957)
- The Restless Gun – serie TV, episodio 1x02 (1957)
- The Walter Winchell File – serie TV, un episodio (1957)
- The Adventures of Jim Bowie – serie TV, un episodio (1957)
- Furia (Fury) – serie TV, 2 episodi (1957)
- Casey Jones – serie TV, un episodio (1957)
- Carovane verso il West (Wagon Train) – serie TV, 6 episodi (1957-1958)
- Dragnet – serie TV, 3 episodi (1955-1958)
- The Court of Last Resort – serie TV, episodio 1x24 (1958)
- Schlitz Playhouse of Stars – serie TV, 5 episodi (1954-1958)
- Alcoa Theatre – serie TV, 2 episodi (1957-1958)
- Studio One – serie TV, un episodio (1958)
- Lassie – serie TV, 2 episodi (1957-1958)
- Rescue 8 – serie TV, episodio 1x06 (1958)
- Playhouse 90 – serie TV, 3 episodi (1958-1959)
- Shotgun Slade – serie TV, un episodio (1959)
- State Trooper – serie TV, 2 episodi (1957-1959)
- Cimarron City – serie TV, episodio 1x22 (1959)
- The Lineup – serie TV, 3 episodi (1955-1959)
- Indirizzo permanente (77 Sunset Strip) – serie TV, episodio 1x28 (1959)
- Trackdown – serie TV, 2 episodi (1958-1959)
- Frontier Doctor – serie TV, un episodio (1959)
- Tales of Wells Fargo – serie TV, un episodio (1959)
- Pete Kelly's Blues – serie TV, un episodio (1959)
- Avventure in elicottero (Whirlybirds) – serie TV, un episodio (1959)
- Have Gun - Will Travel – serie TV, 2 episodi (1958-1959)
- Hawaiian Eye – serie TV, episodio 1x05 (1959)
- Sugarfoot – serie TV, episodio 3x09 (1960)
- Black Saddle – serie TV, un episodio (1960)
- Peter Gunn – serie TV, episodio 2x16 (1960)
- The Man from Blackhawk – serie TV, un episodio (1960)
- The Texan – serie TV, episodio 2x21 (1960)
- Il tenente Ballinger (M Squad) – serie TV, un episodio (1960)
- Philip Marlowe – serie TV, episodio 1x23 (1960)
- Happy – serie TV, un episodio (1960)
- The Tall Man – serie TV, un episodio (1960)
- The Law and Mr. Jones – serie TV, un episodio (1960)
- Avventure in paradiso (Adventures in Paradise) – serie TV, episodio 2x05 (1960)
- Gli intoccabili (The Untouchables) – serie TV, un episodio (1960)
- Harrigan and Son – serie TV, un episodio (1960)
- The Westerner – serie TV, 2 episodi (1960)
- General Electric Theater – serie TV, 2 episodi (1959-1960)
- I racconti del West (Zane Grey Theater) – serie TV, un episodio (1961)
- Io e i miei tre figli (My Three Sons) – serie TV, episodio 1x28 (1961)
- The Asphalt Jungle – serie TV, un episodio (1961)
- Carovana (Stagecoach West) – serie TV, episodio 1x35 (1961)
- Straightaway – serie TV, un episodio (1961)
- The Dick Powell Show – serie TV, episodio 1x07 (1961)
- Il padre della sposa (Father of the Bride) – serie TV, un episodio (1961)
- Window on Main Street – serie TV, un episodio (1961)
- Route 66 – serie TV, 2 episodi (1960-1962)
- The Andy Griffith Show – serie TV, un episodio (1962)
- Ai confini della realtà (The Twilight Zone) – serie TV, 2 episodi (1959-1963)
- Il virginiano (The Virginian) – serie TV, episodio 1x27 (1963)
- The Crisis (Kraft Suspense Theatre) – serie TV, un episodio (1964)
- Perry Mason – serie TV, 5 episodi (1957-1964)
- Viaggio in fondo al mare (Voyage to the Bottom of the Sea) – serie TV, un episodio (1964)
- Il ragazzo di Hong Kong (Kentucky Jones) – serie TV, episodio 1x17 (1965)
- Il dottor Kildare (Dr. Kildare) – serie TV, un episodio (1965)
- Gli uomini della prateria (Rawhide) – serie TV, 3 episodi (1959-1965)
- Hazel – serie TV, un episodio (1965)
- A Man Called Shenandoah – serie TV, episodio 1x13 (1965)
- Bonanza – serie TV, 2 episodi (1959-1966)
- F.B.I. (The F.B.I.) – serie TV, 2 episodi (1965-1966)
- Il fuggiasco (The Fugitive) – serie TV, 3 episodi (1964-1966)
- Corri e scappa Buddy (Run Buddy Run) – serie TV, 2 episodi (1966)
- Daniel Boone – serie TV, un episodio (1966)
- I giorni di Bryan (Run for Your Life) – serie TV, episodio 2x18 (1967)
- Laredo – serie TV, un episodio (1967)
- Gli invasori (The Invaders) – serie TV, un episodio (1967)
- Al banco della difesa (Judd for the Defense) – serie TV, un episodio (1968)
- Il grande teatro del West (The Guns of Will Sonnett) – serie TV, un episodio (1968)
- The Bold Ones: The Senator – serie TV, un episodio (1971)
- Gunsmoke – serie TV, 8 episodi (1955-1971)
- Thicker Than Water – serie TV (1973)
- La strana coppia (The Odd Couple) – serie TV, un episodio (1973)
- A tutte le auto della polizia (The Rookies) – serie TV, un episodio (1974)
- Apple's Way – serie TV, 27 episodi (1974-1975)
- The Bob Newhart Show – serie TV, un episodio (1976)
- Hickey – film TV (1976)
- The McLean Stevenson Show – serie TV, un episodio (1977)
- Sulle strade della California (Police Story) – serie TV, un episodio (1978)
- Quincy (Quincy M.E.) – serie TV, un episodio (1978)
- La casa nella prateria (Little House on the Prairie) – serie TV, episodio 6x13 (1979)

## Doppiatori italiani
- Bruno Persa in Delitto nella strada
- Lauro Gazzolo in I tre sceriffi
- Renato Turi in Fango sulle stelle